# Greg Stanton
Gregory John Stanton, detto Greg (Phoenix, 8 marzo 1970), è un politico statunitense, membro della Camera dei rappresentanti per l'Arizona dal 2019 e in precedenza sindaco di Phoenix dal 2012 al 2018.

## Biografia
Stanton nasce a Phoenix, in Arizona. Dopo essersi diplomato alla Cortez High School della sua città, si laurea in storia e scienze politiche presso la Marquette University. Nel 1995 consegue il dottorato di ricerca presso la facoltà di giurisprudenza dell'università del Michigan. Dal 1995 al 2000 ha lavorato come avvocato e nel 2014 è diventato professore a contratto presso la Arizona Summit Law School.
Nel 2011 dà inizio alla propria carriera politica candidandosi a sindaco di Phoenix per il Partito Democratico, vincendo contro il repubblicano Wes Gullett. Rieletto nel 2015, si dimette nel 2018 per candidarsi al Congresso per il 9º distretto dell'Arizona. Viene eletto con il 61% dei voti ed entra in carica il 3 gennaio 2019.